# Tekeriš
Tekeriš (izvirno srbsko Текериш) je naselje v Srbiji, ki upravno spada pod Mesto Loznica; slednje pa je del Mačvanskega upravnega okraja.

## Demografija
V naselju živi 325 polnoletnih prebivalcev, pri čemer je njihova povprečna starost 50.7 let (49.4 pri moških in 51.8 pri ženskah). Naselje ima 156 gospodinjstev, pri čemer je povprečno število članov na gospodinjstvo 2.37.
To naselje je, glede na rezultate popisa iz leta 2002, večinoma srbsko, v času zadnjih treh popisov pa je opazno zmanjšanje števila prebivalcev.
|  |

| Demografija | Demografija     | Demografija     |
| Leto        | Št. prebivalcev | Št. prebivalcev |
| ----------- | --------------- | --------------- |
|             |                 |                 |
|             |                 |                 |
|             |                 |                 |
|             |                 |                 |
| 1948        | 989             |                 |
| 1953        | 925             |                 |
| 1961        | 913             |                 |
| 1971        | 820             |                 |
| 1981        | 616             |                 |
| 1991        | 424             | 415             |
| 2002        | 384             | 370             |
|             |                 |                 |

| Etnična sestava po popisu iz leta 2002 | Etnična sestava po popisu iz leta 2002 | Etnična sestava po popisu iz leta 2002 | Etnična sestava po popisu iz leta 2002 | Etnična sestava po popisu iz leta 2002 |
| -------------------------------------- | -------------------------------------- | -------------------------------------- | -------------------------------------- | -------------------------------------- |
| Srbi                                   | Srbi                                   |                                        | 369                                    | 99,72%                                 |
| Neznano                                | Neznano                                |                                        | 1                                      | 0,27%                                  |